# تای (تگزاس)
تای، تگزاس (به انگلیسی: Tye, Texas) یک شهر در ایالات متحده آمریکا با جمعیت ۱٬۱۵۸ نفر است که در تگزاس واقع شده‌است.

## موقعیت جغرافیایی
موقعیت جغرافیایی شهرها و مناطق اطراف به شرح زیر است: